# 朗林根
朗林根是德国下萨克森州的一个市镇。总面积33.34平方公里，总人口2206人，其中男性1073人，女性1133人（2011年12月31日），人口密度66人/平方公里。